# La Verge i el Nen amb santa Maria Magdalena i sant Joan Baptista
La Verge i el Nen amb santa Maria Magdalena i sant Joan Baptista és un quadre pintat per Andrea Mantegna cap al 1490-1505 i que actualment està exposat al National Gallery de Londres.
No se sap per a quina església es va realitzar aquest retaule. S'ha trobat documentació de la seva presència per primera vegada a Milà. Va ser adquirit per la National Gallery el 1855.
Màntua era un focus humanista molt important de la Itàlia septentrional, tant per la labor que es duia a terme a la seva universitat com per al classicisme imperant a la cort dels Gonzaga. Aquest ambient va influir en gran manera en l'obra de Mantegna, tal com podem veure en aquesta tela on les figures adquireixen una monumentalitat evident i la perspectiva -marcada pel tron de la Verge- centra la composició.

## Descripció
Representa la Verge Maria, amb el Nen Jesús, al centre de la composició, establerta en un tron d'intens color vermell. A l'esquerra hi ha sant Joan Baptista, vestit com un ermità, sostenint el seu bastó en forma de creu entorn del qual hi ha una filactèria enrotllada. D'una banda es llegeixen fragments: (ec)/ce agnv(s dei) (ec)ce q(ui tollit pec)cata m(un)di; és una frase bastant coneguda: Contempleu l'Anyell de Déu que treu el pecat del món. Per darrere apareix Andreas Mantinia C.P.F., que és la firma de l'autor (Andrea Mantenga) i l'última lletra, F., es refereix a fecit (va fer això). Hi ha el dubte de què significaven les altres dues lletres, C.P.; s'ha apuntat que pot significar Comes Palatinum, un títol de cavaller que Andrea Mantenga havia rebut el 1469; o bé pot voler dir Ciutadà de Pàdua.
A la dreta hi ha Maria Magdalena, representada amb una llarga cabellera deixada anar, símbol de la seva vida anterior pecaminosa; sosté a la seva mà un flascó d'ungüents.